# اشتویربرگ
اشتویربرگ (به آلمانی: Steuerberg) یک منطقهٔ مسکونی در اتریش است که در ناحیه فلدکیرشن واقع شده‌است. اشتویربرگ ۱٬۷۱۲ نفر جمعیت دارد.